# スタッフラビ
株式会社スタッフラビ（英称：STAFF LaBBi）は、テレビ番組および情報・バラエティ番組の制作を行うプロダクション会社である。1999年（平成11年）2月1日設立。登記社名は株式会社スタッフ羅媚である。

## 所在地
- 〒107-0052　東京都港区赤坂2-21-25  マニュライフプレイス赤坂3F

## 役員
- 代表取締役 : 池田睦也
- 取締役 : 原島雅之

## 所属スタッフ
- 池田睦也（代表者／プロデューサー兼任演出、マックスコム→）
- 原島雅之（プロデューサー兼任演出）
- 稲葉友紀子（プロデューサー）
- 中村由紀（プロデューサー、4-Legsから移籍）

## 主な番組

### 現在
レギュラー
- チコちゃんに叱られる!（NHK総合テレビ）
- 白玲 ～女流棋士No.1決定戦～（BSフジ）※月1回放送
  - 白玲 ～初代女流棋士No.1決定戦～（2020年 - 2021年）※同上

特別番組
- 池上彰緊急スペシャル!（フジテレビ）
- CHEF-1グランプリ（朝日放送テレビ・テレビ朝日系列）
  - DRAGON CHEF 2021（前身）

### 過去

#### 日本テレビ系列
レギュラー
- からだ元気科
- 謎を解け!まさかのミステリー

特別番組
- 全国高等学校クイズ選手権（1999年 - 2006年）
- その時、胸が熱くなった（THEスペシャル!枠）
- 明石家さんまの素人博士サミット
- 24時間テレビ 「愛は地球を救う」（2005年、2006年）
- 超大型歴史アカデミー史上初!1億3000万人が選ぶニッポン人が好きな偉人ベスト100

#### TBS系列
レギュラー
- 人間!これでいいのだ
- ワンステップ!

特別番組
- スポーツマン夢オークション〜HEROからの贈りもの〜（1999年「超える!テレビ」、2000年「SAMBA・TV」）
- プロ野球好珍プレー祭り
- キズナ（企画工場なりあがり）
- いのちの輝きスペシャル 第1夜「小さな命を救いたい…」〜悲劇の大地で闘う日本人たち〜

#### フジテレビ系列
レギュラー
- ザ・ノンフィクション
- 男女8人恋愛ツアー!TOKIOのな・り・ゆ・き!!
- 新常識クイズ!目からウロコ
- わけありバラエティ みんなのヒミツ!!
- ザ・ジャッジ! 〜得する法律ファイル
- 10匹のコブタちゃん
- 世界HOTジャーナル
- 一滴の向こう側（BSフジ）

特別番組
- FNS27時間テレビ みんなのうた「菅野美穂“アフリカで日本人のマザーテレサに再会”」
- EXILE〜6年目の真実〜
- さんま・福澤のホンマでっか!?ニュース
- マリー・アントワネット〜女のウワサ〜
- LIFE IS BEAUTIFUL〜小さないのちの詩〜（東海テレビ）
- わかるテレビ
- FNS27時間テレビ!! みんな笑顔のひょうきん夢列島!!
- さんまの笑顔映像グランプリ（2008年12月、2009年12月）
- 世界がもし100人の村だったら
- 知的1級河川 バカの河
- つかえるテレビ

#### テレビ朝日系列
レギュラー
- 賢コツ!!

特別番組
- 驚きももの木20世紀（朝日放送）
- ネイチァリングスペシャル2000 キングス・オブ・アフリカ
- おもしろニュースグランプリ2006
- 草野仁の緊急検証シリーズ（ドスペ!内）